# World Academy of Art and Science
A World Academy of Art and Science (WAAS) ou Academia Mundial de Arte e Ciência é uma organização científica não governamental internacional, uma rede global de cerca de 800 bolsistas individuais de mais de 90 países. Os bolsistas são eleitos por realizações distintas nas ciências, artes e humanidades.

## História
A ideia de fundar a Academia e um conjunto de associações mundiais de cientistas e jovens cientistas e jornalistas científicos foi proposta em um artigo da revista Time em 10/01/1938 pelo filósofo Etienne Gilson na década de 1940.
A ideia foi ecoada na década de 1950 pelos principais cientistas que estavam preocupados com o potencial de uso indevido de descobertas científicas. A Academia foi organizada em dezembro de 1960 com o objetivo de criar uma associação mundial informal das mais altas normas e padrões científicos e éticos.
Originalmente estabelecido em Genebra, Suíça, em 1960, em 2011, a WAAS foi incorporada como uma organização sem fins lucrativos no Estado da Califórnia, EUA. A Academia mantém escritórios em Napa, Califórnia; Zagreb, Croácia; Bucareste, Romênia; e Pondicherry, Índia. Tem uma divisão especial para o Sudeste da Europa.